# L'Antre de l'araignée
Série Maneater
Instinct primal
(27 janvier 2008) L'Instinct du chasseur
(8 septembre 2007)
Pour plus de détails, voir Fiche technique et Distribution.
L'Antre de l'araignée (In the Spider's Web) est un téléfilm d'horreur américano-thaïlandais réalisé par Terry Winsor et diffusé le 26 août 2007 sur Sci-Fi Channel. Il s'agit du second film de la collection Maneater series.

## Synopsis
Cinq étudiants américains aidés de leur guide traversent la jungle indienne. Une des étudiantes est mordue par une araignée venimeuse. Son état s'aggravant, le petit groupe trouve refuge dans un village qui a pour guérisseur le docteur Lecorpus. Ce dernier mène des recherches sur le venin des araignées de la région. Grâce à ces étudiants, il a de parfaits cobayes pour mener à bien ses inventions mortelles.

## Fiche technique
- Titre : L'Antre de l'araignée
- Titre original : In the Spider's Web
- Réalisation : Terry Winsor
- Scénario : Gary Dauberman
- Production : Charles Salmon
- Musique : Mark Ryder
- Photographie : Choochart Nantitanyatada
- Montage : Anuradha Singh
- Distribution : Carl Proctor
- Décors : Jon Bunker
- Costumes : Chantika Kongsillawat
- Pays d'origine :  États-Unis  Thaïlande
- Compagnie de production : Thai Occidental Productions
- Compagnie de distribution : RHI Entertainment
- Format : Couleurs - 1.77:1 - Dolby Digital - 35 mm
- Genre : Horreur
- Durée : 90 minutes
- Date de sortie : 26 août 2007 (Sci Fi Channel)
- interdit aux moins de 12 ans

## Distribution
- Lance Henriksen : le docteur Lecorpus
- Emma Catherwood : Gina
- Lisa Livingstone : Stacey
- Cian Barry : John
- Sohrab Ardeshir : Sergent Chadhri
- Mike Rogers : Brian
- Michael Smiley : Phil
- Jane Perry : Geraldine

## DVD (France)
Le film a fait l'objet de deux sorties en DVD chez Aventi et chez ICO Vidéo :
- La version Aventi est sortie le 17 février 2009 au format 1.77:1 panoramique 4/3 sans bonus et uniquement en français. (ASIN B001S9HR3A)
- La version ICO Vidéo est sortie le 1er avril 2011 au format 1.77:1 panoramique 16/9 en anglais et français avec sous-titres français avec en bonus des bandes annonces. (ASIN B004K46QYQ)